# Plexo mioentérico

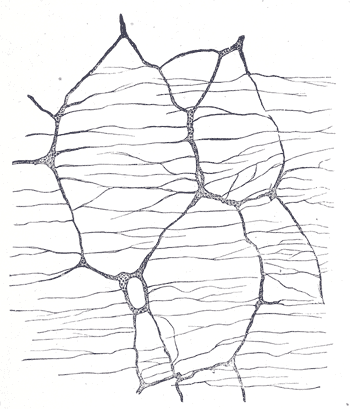
Plexo mioentérico, num coelho. Ampliação: 50x

O plexo mioentérico ou plexo de Auerbach faz parte do sistema nervoso entérico. É formado por uma cadeia de neurónios e células da glia interconectados, que coordenam principalmente as contrações no trato gastrointestinal. Situa-se entre as fibras longitudinais e circulares da camada musculares.
Está presente em todo o trato gastrointestinal, atuando de modo predominantemente excitatório, no controle do peristaltismo, aumentando a contração tônica da parede muscular, a frequência e intensidade da contração e aumentando a velocidade de transmissão das ondas excitatórias.
Servem de estímulo para o plexo a distensão do intestino pelo acúmulo de certa quantidade de alimento num ponto do trato gastrintestinal, irritação do epitélio e sinais nervosos extrínsecos do sistema nervoso parassimpático. Na ausência congênita do plexo mioentérico, o peristaltismo - quando ocorre - é extremamente fraco.

## Epônimo
O plexo mioentérico é chamado pelo epônimo "plexo de Auerbach" por ter sido descoberto pelo anatomista alemão Leopold Auerbach.